# Stygis Catena
La Stygis Catena è una formazione geologica della superficie di Marte.